# Christoph Vitzthum von Eckstädt (Landeshauptmann)
Christoph Vitzthum von Eckstädt (* 1623; † 14. April 1688 in Budißin) war ein kursächsischer Rat und Landeshauptmann des Markgraftums Oberlausitz in Budißin und Rittergutsbesitzer.

## Leben

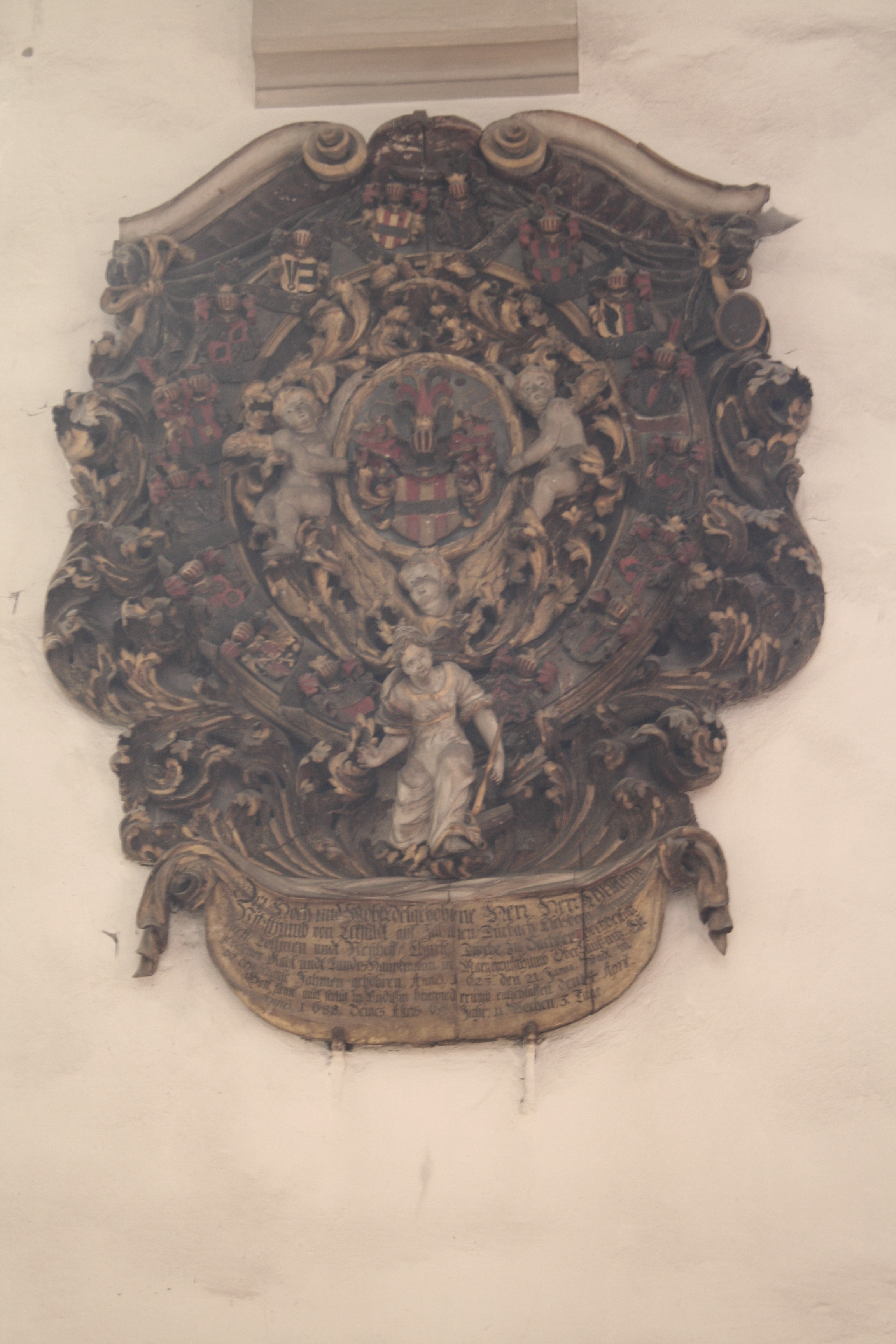
Epitaph des Christoph Vitzthum von Eckstädt im Dom St. Petri in Bautzen

Der aus dem Geschlecht derer von Vitzthum stammende Christoph Vitzthum von Eckstädt war der Sohn von George Vitzthum von Eckstädt, kurbrandenburgischer Hauptmann der Ämter Cottbus und Peitz, Besitzer der Güter Jahmen, Dürrbach und Kaupa. Nach dem Tod des Vaters im Jahre 1641 wurde er, zunächst gemeinsam mit seinem Bruder Johann Friedrich, u. a. Erb-, Lehn- und Gerichtsherr auf Jahmen in der Oberlausitz und trat als Landeshauptmann in den Dienst der albertinischen Wettiner. Als solcher ist er ab 1665 als Landeshauptmann in der Oberlausitz nachweisbar.
Er war verheiratet mit Sabina Elisabeth geborene von Max und hinterließ neben der Witwe die vier Söhne Johann Georg, Christoph Friedrich, Gottlob Christian und Johann Vitzthum von Eckstädt.
Christoph Vitzthum von Eckstädt starb am Morgen des 14. April 1688 gegen 4 Uhr auf der Ortenburg im heutigen Bautzen. Er wurde in der Gruft der Stadtkirche beigesetzt; die dort von Magister Michael Liefmann gehaltene Leichenpredigt wurde im Jahre 1689 in Budißin gedruckt.